# Горошанський Олександр Олександрович
Олександр Олександрович Горошанський (рос. Александр Александрович Горошанский; 28 березня 1983, м. Москва, СРСР) — російський хокеїст, центральний нападник. Виступає за «Торпедо» (Нижній Новгород) у Континентальній хокейній лізі.
Вихованець хокейної школи «Крила Рад» (Москва). Виступав за «Крила Рад» (Москва), «Динамо» (Москва), «Амур» (Хабаровськ), ХК «Саров».